# Argirodita
L'argirodita és un mineral que pertany i dona nom al grup de l'argirodita de minerals, de la classe dels sulfurs. Fou descobert el 1886 pel químic alemany Clemens Alexander Winkler i en el qual realitzà el descobriment de l'element químic germani, quinze anys després d'haver estat predit pel químic rus Dmitri Mendeléiev en la seva taula periòdica. Fou descobert a la mina Himmelsfürst, a les Muntanyes Metal·líferes, prop de Freiberg, Saxònia, Alemanya. Havia estat descrit de forma imperfecta per August Breithaupt el 1849 a partir de cristalls de Bolívia. El nom deriva del grec argyrodes, que significa "ric en argent".

## Característiques
L'argirodita és un mineral d'argent i germani, un sulfur de fórmula química Ag₈GeS₆. Habitualment conté ferro, antimoni i estany com a impureses. És mena del germani. Cristal·liza en el sistema ortoròmbic en hàbit pseudo-octahedral, dodecahedral o formant cubs. També se'n troba formant agregats de cristalls radiats, crostes botrioides o de manera massiva.
Segons la classificació de Nickel-Strunz, l'argirodita pertany a «02.BA: sulfurs metàl·lics amb proporció M:S > 1:1 (principalment 2:1) amb coure, argent i/o or» juntament amb els següents minerals: calcocita, djurleita, geerita, roxbyita, anilita, digenita, bornita, bellidoita, berzelianita, athabascaïta, umangita, rickardita, weissita, acantita, mckinstryita, stromeyerita, jalpaïta, selenojalpaïta, eucairita, aguilarita, naumannita, cervel·leïta, hessita, chenguodaita, henryita, stützita, canfieldita, putzita, fischesserita, penzhinita, petrovskaïta, petzita, uytenbogaardtita, bezsmertnovita, bilibinskita i bogdanovita.

## Formació i jaciments
Se'l pot trobar en dipòsits polimetàl·lics formats a baixa temperatura a Freidberg, Alemanya, així com en dipòsits d'argent i estany, formats a altes temperatures, a Bolívia. Sol trobar-se associada a altres minerals com: estefanita, pirargirita, polibasita, canfieldita o acantita.

## Grup argirodita
El grup argirodita està integrat per quatre espècies minerals:
| Espècie     | Fórmula          |
| ----------- | ---------------- |
| Alburnita   | Ag₈GeTe₂S₄       |
| Argirodita  | Ag₈GeS₆          |
| Canfieldita | Ag₈GeS₆          |
| Putzita     | (Cu4,7Ag3,3)GeS₆ |